# Prodigy (Ritchie Gilmore)
Pour les autres personnages portant ce nom, voir Prodigy (comics).
Prodigy est un super-héros appartenant à l’univers de Marvel Comics. Il est apparu pour la première fois dans Slingers #0, en 1998.
Il existe un autre héros s'appelant Prodigy, un mutant membre des X-Men.

## Origines
Ritchie Gilmore était un étudiant populaire et sportif, capitaine de son équipe de lutte.
Ayant toujours désiré être un héros, il reçut un jour un costume magique des mains de Black Marvel et devint le leader des Slingers, un groupe de jeunes super-héros. Sous le nom de Prodigy, Gilmore devint de plus en plus froid et ne mena qu’une courte carrière à la tête du groupe. En effet, il préférait travailler seul, voyant ses équipiers comme de simples alliés occasionnels, les laissant parfois en difficulté et allant même jusqu'à se battre contre eux.
Prodigy découvrit que Black Marvel avait vendu son âme au démon Méphisto pour créer le costume. Alors que ses trois partenaires venaient sauver leur chef, ce dernier les abandonna, pour finalement revenir les aider. Quand l'âme de Black Marvel fut libérée, les Slingers se séparèrent après que Gilmore leur eut présenté ses excuses.

### Civil War
Pendant le crossover Civil War, Prodigy défia l'autorité et les lois édictées par le gouvernement. Il fut arrêté par Iron Man. Qu’un héros arrête l’un de ses pairs marqua véritablement le premier acte de la Guerre Civile.
Il fut incarcéré dans la Prison 42 de la Zone Négative. La résistance menée par Captain America s'organisa, investit l'endroit, et c'est le jeune Hulkling qui le libéra.
À la fin de la guerre, Prodigy se résigna et devint une recrue de l’Initiative, surmontant avec difficulté son alcoolisme.

### Initiative
Dans le bus qui emmène les recrues pour Camp Hammond, où est situé le lieu d'entrainement de l'Initiative, il rencontre Annex, Batwing, Butterball, Gorilla Girl et Sunstreak avec qui il va passer les prochains mois. Pendant l'invasion Skrull, Prodigy combattit les extra-terrestres avec d'autres cadets. Il fut ne fut pas remercié pour son engagement et dut rester en période probatoire.

### Dark Reign
Norman Osborn devint le directeur du HAMMER, et remplace Gravity par le jeune héros à la tête des Heavy Hitters, l'équipe fédérale du Nevada. Déçu par les actions de son directeur, Prodigy fit des révélations publiques et attaqua son partenaire Boomerang. Pour les stopper, Osborn envoya les Forces de la Nature, les U-Foes et certains membres du syndicat de The Hood. Pour sauver ses équipiers et d'anciens New Warriors venus à sa rescousse, Prodigy préféra finir le combat seul et fut blessé par Ironclad. Son agression fut toutefois filmée par Telemetry.

## Pouvoirs, capacités et équipement
- Les pouvoirs de Prodigy viennent d'un costume magique. Il augmente la force, la rapidité et l'endurance de son porteur.
- Le costume permet à son porteur de faire des bonds gigantesques, donnant l'impression qu'il vole. La cape aide à stabiliser le saut et donne une descente douce, comme un parachute.
- Pesant 35 kg, le costume est blindé et résiste aux balles et aux impacts physiques.
- Gilmore est un lutteur entraîné.